# Русские записки
Русские записки — общественно-политический и литературный журнал, выходивший в Париже и Шанхае в 1937—1939 гг. Всего вышел 21 номер.

## История
Состав редакции — Н. Д. Авксентьевым, И. И. Бунаковым, М. В. Вишняком и В. В. Рудневым — был тем же, что и в «Современных записках». С 4-го номера выходил ежемесячно под редакцией П. Н. Милюкова и только в Париже.

В первом номере редакция заявила:
«В художественной литературе мы чужды всякого направленства. Старые и молодые течет я в поэзии прозе для нас равно приемлемы. Мы руководствуемся в оценке не требования старого и нового стиля, а исключительно художественными достоинствами. 
В общественном отдел мы отказываемся от партийности. Мы не защищаем здесь какой-либо одной определенной программы, однако хотим сохранить единство некоторых основных лиши, верность вечным „заветам“, при полной свободе исканий в их реализации. Эти вечные «заветы» русской интеллигенции — конечно, служение свободе и правде. Свобода и правда — в ее социальном выражении — допускают различные понимания. Но одушевлявшая их идея — свободной человеческой личности и свободно-солидарнаго общественного союза — остаются непререкаемыми»
При этом журнал имел либеральную и антикоммунистическую направленность.
С первых номеров в журнале сотрудничали такие известные русские эмигранты, как И. А. Бунин, Д. С. Мережковский, М. А. Алданов, М. А. Осоргин, Н.А. Бердяев и др. Свои воспоминания в журнале публиковал его редактор П. Н. Милюков.